# Femme (Vorname)
Femme ist ein sowohl männlicher als auch weiblicher Vorname.

## Herkunft und Bedeutung
Femme ist ein friesischer Diminutiv von verschiedenen germanischen Namen, die mit dem Element frid „Frieden“ beginnen.

## Verbreitung
Der Name Femme ist in erster Linie in den Niederlanden verbreitet, wird jedoch auch dort nur sehr selten vergeben.

## Varianten

### Männliche Varianten
- Deutsch: Friedemann
- Urgermanisch: Friduman, Fridumar

### Weibliche Varianten
- Niederländisch: Famke, Femke
- Friesisch: Famke, Femke, Femma